# BeNeLux Liga 2011-2012
Navigation
2010-2011 2012-2013
La saison 2011-2012 de la BeNeLux Liga met aux prises 12 équipes du Benelux. Il s’agit de la 5e édition de la Benelux liga.
Le club néerlandais, tenant du titre, soit le HV KRAS/Volendam battu les Belges de l'Initia Hasselt, 30 à 24.

## Organisation
La compétition se déroule en deux phases : un la phase de pool et deux la phase finale ou le Final Four qui se déroule pour la saison 2011-2012 dans le Sporthal Opperdam à Volendam aux Pays-Bas.
- La phase de pool : Elle réunit donc, les douze meilleures équipes de Belgique, des Pays-Bas et du Luxembourg.

Ces douze équipes sont réparties en deux pools (A et B) composés donc de six équipes et avec deux équipes de la même nation mais les deux équipes du même pays ne jouent pas l'une contre l'autre.
À l'issue de dix journées, les deux premières équipes sont qualifiées pour le Final Four.
- Le Final Four: Il se déroule en deux jours et a lieu dans la même salle, pour cette saison le Final Four se déroule au Sporthal Opperdam à Volendam aux Pays-Bas.

Le premier jour, le premier du groupe A rencontre le deuxième du groupe B et le premier du groupe B rencontre le deuxième du groupe A alors que le deuxième, les deux perdant des deux matchs de la veille, se rencontrent pour la petite finale qui fixera le troisième et le quatrième, puis la grande finale a lieu entre les deux vainqueurs du match de la veille qui fixera le vainqueur de cette édition.

## Participants
| Club                     | Ville           | Salle                             | Pays       |
| ------------------------ | --------------- | --------------------------------- | ---------- |
| United HC Tongeren       | Tongres         | Eburons Dôme Tongeren             | Belgique   |
| Initia HC Hasselt        | Hasselt         | Sporthal Alverberg                | Belgique   |
| Sporting Neerpelt-Lommel | Neerpelt-Lommel | Sporthal Dommelhof                | Belgique   |
| Achilles Bocholt         | Bocholt         | Sportcomplex De Damburg           | Belgique   |
| HV KRAS/Volendam         | Volendam        | Sporthal Opperdam                 | Pays-Bas   |
| OCI Limburg Lions Geleen | Geleen          | Glanerbrook                       | Pays-Bas   |
| HV Fiqas Aalsmeer        | Aalsmeer        | Sporthal De Bloemhof              | Pays-Bas   |
| HV Van der Voort Quintus | Kwintsheul      | Van Der Voorthal                  | Pays-Bas   |
| HC Berchem               | Roeser          | Hall Omnisports de Crauthem       | Luxembourg |
| Red Boys Differdange     | Differdange     | Parc des Sports à Oberkorn        | Luxembourg |
| HB Dudelange             | Dudelange       | Centre sportif René Hartmann      | Luxembourg |
| HBC Bascharage           | Käerjeng        | Centre Sportif Käerjenger Dribbel | Luxembourg |

## Phase de groupe
Deux clubs du même pays, ne jouent pas l'un contre l'autre en phase de groupe.

### Légende
|  | Qualifié pour le Final Four de la Benelux liga |